# Zaurbek Soxiyev
Zaurbek Soxiyev (* 1. Juni 1986 in Nordossetien) ist ein usbekischer Ringer. Er wurde 2009 Weltmeister im freien Stil im Mittelgewicht.

## Werdegang
Zaurbek Soxiyev begann 1993 als Jugendlicher mit dem Ringen. In seiner Jugend startete er dabei in Nordossetien bzw. in Russland. Seit seinem 18. Lebensjahr geht er für Dinamo Taschkent und damit für Usbekistan an den Start. Er ringt ausschließlich im freien Stil. Seine Trainer sind bzw. waren Aslanbek Bekojew u. Kasbek Didikajew. Der 1,76 Meter große Athlet ringt im Mittelgewicht und ist Jurastudent.
Sein Debüt auf der internationalen Ringermatte gab er im Jahre 2005 bei der Junioren-Weltmeisterschaft in Vilnius, wo er im Mittelgewicht aber schon nach einer Niederlage in seinem ersten Kampf gegen Nikolos Gagnidse aus Georgien ausschied und nur den 17. Platz belegte. Bereits ein Jahr später, 2006, hatte er sich bei den Senioren etabliert und belegte bei den Asien-Meisterschaften in Almaty hinter Tschagnaadordschiin Gandsorig aus der Mongolei einen hervorragenden 2. Platz vor so einem Könner wie Gennadi Lalijew, einem für Kasachstan startenden Osseten und Silbermedaillen-Gewinner bei den Olympischen Spielen 2004 in Athen.
Ein Medaillengewinn gelang ihm dann auch, gerade 20-jährig, bei der Weltmeisterschaft 2006 in Guangzhou (früher Kanton). Er besiegte dabei im Mittelgewicht Thomas Bucheli aus der Schweiz, Noh Je-hyung aus Südkorea u. Shinya Matsumoto aus Japan, unterlag gegen Rewas Mindoraschwili aus Georgien im Halbfinale und besiegte im Kampf um eine der Bronzemedaillen Wadim Lalijew, den für Armenien startenden Bruder von Gennadi Lalijew. Im Dezember 2006 gewann Soxiyev dann in Doha bei den Asien-Spielen im Mittelgewicht die Silbermedaille. Er unterlag dabei im Endkampf dem Iraner Reza Yazdani nach Punkten.
Auch im Jahre 2007 gewann Soxiyev bei der Weltmeisterschaft in Baku im Mittelgewicht eine Medaille. Er verlor dort zwar gleich seinen ersten Kampf gegen Jussuf Abdussalomow aus Tadschikistan, siegte aber anschließend in der Trostrunde über Lee Du-soo aus Südkorea, Lazaros Loizidis aus Griechenland und Serhat Balci aus der Türkei und gewann damit noch eine WM-Bronzemedaille, womit er sich auch für die Teilnahme an den Olympischen Spielen 2008 in Beijing qualifiziert hatte.
In Beijing kam Soxiyev zu einem Sieg über Gennadi Lalijew, unterlag aber anschließend dem für Russland startenden Georgier Georgi Ketojew, Weltmeister von 2007. Da Ketojew überraschenderweise das Finale nicht erreichte, schied Soxiyev aus und erreichte nur den für ihn enttäuschenden 9. Platz.
Von dieser Enttäuschung gut erholt trat er 2009 bei der Weltmeisterschaft in Herning/Dänemark an. Er zeigte dort was in ihm steckt und wurde mit Siegen über Adrian Jaoude, Brasilien, Jussuf Abdussalomow, Jose Alberto Diaz, Venezuela, Ibragim Aldatow, Ukraine und Jake Herbert aus den Vereinigten Staaten, den er mit 2:0 Runden und 2:0 techn. Punkten besiegte, neuer Weltmeister.
Bei der Weltmeisterschaft 2010 in Moskau konnte Soxiyev seinen Titel nicht verteidigen. Er siegte dort zwar über Dordschwaantschigiin Gombodordsch, Mongolei, Reineris Salas Perez, Kuba u. Ibragim Aldatow, verlor aber im Endkampf gegen Michail Ganew aus Bulgarien und belegte den 2. Platz.

## Internationale Erfolge
| Jahr | Platz | Wettbewerb                    | Gewichtsklasse | |
| 2005 | 17.   | Junioren-WM in Vilnius        | Mittel         | nach einer Niederlage gegen Nikolos Gagnidse, Georgien |
| 2006 | 2.    | Asien-Meisterschaft in Almaty | Mittel         | hinter Tschagnaadordschiin Gandsorig, Mongolei u. vor Gennadi Lalijew, Kasachstan |
| 2006 | 3.    | WM in Guangzhou               | Mittel         | mit Siegen über Thomas Bucheli, Schweiz, Noh Je-hyung, Südkorea u. Shinya Matsumoto, Japan, einer Niederlage gegen Rewas Mindoraschwili, Georgien u. einem Sieg über Wadim Lalijew, Armenien |
| 2006 | 2.    | Asien-Spiele in Doha          | Mittel         | mit Siegen über No Je-hyun, Seyed Abbas Zandavi, Katar u. Samatbek Tolinbajew, Kirgisistan u. einer Niederlage gegen Reza Yazdani, Iran                                                      |
| 2007 | 3.    | WM in Baku                    | Mittel         | mit einer Niederlage gegen Jussuf Abdussalomow, Tadschikistan und Siegen über Lee Du-soo, Südkorea, Lazaros Loizidis, Griechenland u. Serhat Balci, Türkei                                   |
| 2008 | 9.    | OS in Peking                  | Mittel         | mit einem Sieg über Gennadi Lalijew u. einer Niederlage gegen Georgi Ketojew, Russland |
| 2009 | 2.    | Golden-Grand-Prix in Baku     | Mittel         | hinter Jamal Mirzaei, Iran, vor Ali Ashgar Barzigaleh, Iran u. Scharif Scharifow, Aserbaidschan                                                                                              |
| 2009 | 1.    | WM in Herning/Dänemark        | Mittel         | mit Siegen über Adrian Jaounde, Brasilien, Jussuf Abdussalomow, Juse Alberto Diaz, Venezuela, Ibragim Aldatow, Ukraine u. Jake Herbert, USA                                                  |
| 2010 | 2.    | WM in Moskau                  | Mittel         | nach Siegen über Dordschwaantschigiin Gombodordsch, Mongolei, Reineris Salas Perez, Kuba u. Ibragim Aldatow u. einer Niederlage gegen Michail Ganew, Bulgarien                               |

Anm.: alle Wettbewerbe im freien Stil, OS = Olympische Spiele, WM = Weltmeisterschaft, Mittelgewicht, bis 84 kg Körpergewicht